# Orientul Apropiat

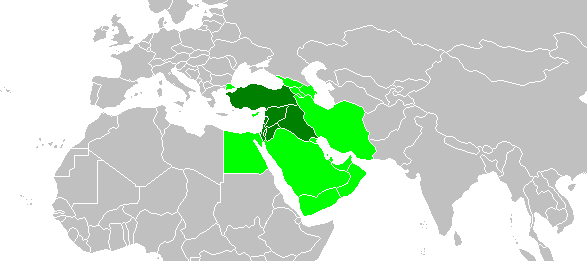
Orientul Apropiat

Orientul Apropiat este un termen utilizat de obicei de arheologi și istorici, uneori și de către jurnaliști și analiști, referindu-se la regiunea ce cuprinde Levantul (Israelul modern, Palestina, Iordania, Siria și Libanul), Turcia, Mesopotamia (Irak și Siria de est). Termenul alternativ, Orientul Mijlociu — preferat în contexte politice și economice — nu este folosit de către istoricii și arheologii Orientului Apropiat. O altă denumire, neeurocentrică, apărută recent, este ,,Asia de sud-vest", însă această denumire nu este utilizată pe scară largă.
Egiptul, deși este situat în Africa, este de obicei considerat a face parte din regiunea Orientului Apropiat, datorită numeroaselor similitudini cu alte state din regiune.